# Cédric Hervé
Cédric Hervé (Dinan, 14 novembre 1979) è un ex ciclista su strada francese.
Professionista tra il 2002 ed il 2008, vinse il Grand Prix de Plumelec-Morbihan nel 2006.

## Carriera
Da dilettante vinse il Kreiz Breizh Espoirs nel 2000 e una tappa al Tour de Bretagne nel 2001. Dopo uno stage presso la Crédit Agricole di Roger Legeay nel 2001, passò professionista nella stagione successiva, nella stessa squadra, con cui rimase fino al 2005. Nel 2006 corse per la Bretagne-Jean Floc'h, imponendosi al Grand Prix de Plumelec-Morbihan. Nel 2007 passò all'Agritubel, con cui disputò il Tour de France. Si ritirò dal professionismo nel 2008.

## Palmarès
- 2000 (Jean Floc'h-Mantes, DN1)

Plaintel-Plaintel
Classifica generale Circuit du Mené
Etoile de Tressignaux
Classifica generale Kreiz Breizh Espoirs
- 2001 (Jean Floc'h, DN1)

Grand Prix de Cours la Ville
5ª tappa Tour de Bretagne
- 2006 (Bretagne-Jean Floc'h, tre vittorie)

Manche-Atlantique
Grand Prix de Plumelec-Morbihan
Val d'Ille U Classic 35

### Altri successi
- 2006

Grand Prix de la ville de Fougères
Prix des Angevines

## Piazzamenti

### Grandi Giri
- Tour de France

2007: fuori tempo massimo (8ª tappa)

### Classiche monumento
- Giro delle Fiandre

2004: 105º
- Liegi-Bastogne-Liegi

2002: 108º